# ایستگاه کانازاوا

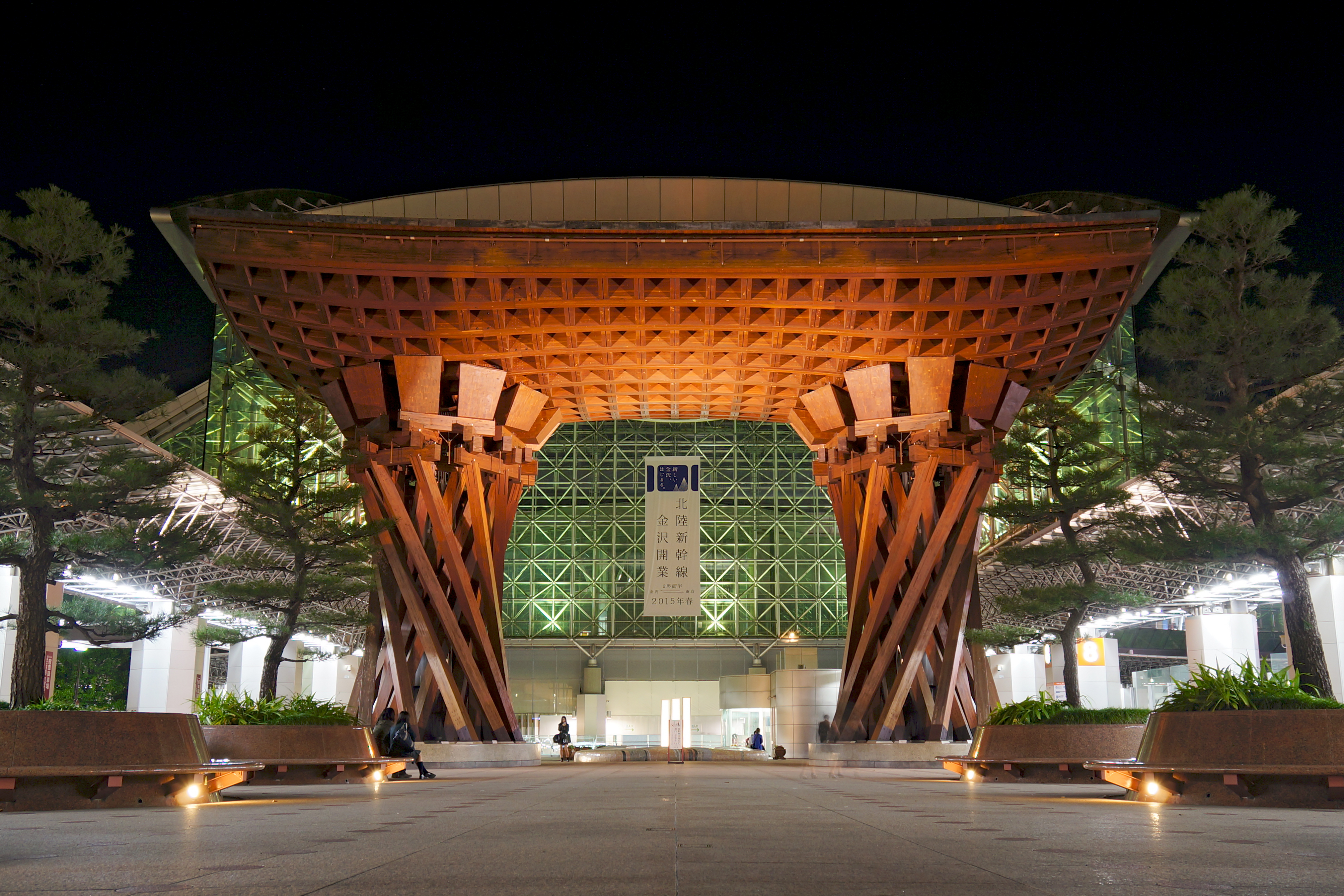
ورودی شرقی ایستگاه کانازاوا، شرکت حمل و نقل ریلی غرب ژاپن

ایستگاه کانازاوا (به ژاپنی: 金沢駅 Kanazawa-eki) یکی از ایستگاه‌های اصلی راه آهن کانازاوا، ایشیکاوا، در ژاپن است که بوسیلهٔ شرکت حمل و نقل ریلی غرب ژاپن، شرکت حمل و نقل ریلی خصوصی هوکئوریکو، و شرکت حمل و نقل ریلی ایشیکاوااداره می‌شود.
در پایین میدانی واقع در ایستگاه شرکت حمل و نقل ریلی غرب ژاپن، ایستگاه هوکئوریکو- کانازاوا قرار دارد که پایانهٔ خط آسانوگاوا شرکت حمل و نقل ریلی هوکئوریکو می‌باشد.